# The Week
The Week es una revista de noticias semanal con ediciones en el Reino Unido y Estados Unidos. La publicación británica se fundó en 1995 y la edición estadounidense comenzó en 2001; se publicó una edición australiana entre 2008 y 2012. Una edición para niños, The Week Junior, se ha publicado en el Reino Unido desde 2015 y en los EE. UU. Desde 2020. 

## Historia
The Week fue fundada en el Reino Unido por Jolyon Connell (antes del Sunday Telegraph de centro-derecha) en 1995. En abril de 2001, la revista comenzó a publicar una edición estadounidense; y una edición australiana siguió en octubre de 2008. Dennis Publishing, fundada por Felix Dennis, publica la edición del Reino Unido y, hasta 2012, publicó la edición australiana. The Week Publications publica la edición estadounidense.
Desde noviembre de 2015 The Week publica una edición infantil, The Week Junior, una revista de actualidad dirigida a niños de 8 a 14 años.
La edición australiana de The Week dejó de funcionar en octubre de 2012. La edición final, la 199, se publicó el 12 de octubre de 2012. Al final, vendía 28.000 copias a la semana, con un número de lectores de 83.000.

## Contenido
Las diversas ediciones de la revista brindan perspectivas sobre los eventos actuales de la semana y otras noticias, así como comentarios editoriales de los medios globales, con la intención de brindar a los lectores múltiples puntos de vista políticos. Además de lo anterior, la revista cubre una amplia gama de temas, que incluyen ciencia, tecnología, salud, medios de comunicación, negocios y artes.

## Sitio web
En septiembre de 2007, la edición estadounidense de la revista lanzó un sitio web diario. Primero llamado THEWEEKDaily.com, y ahora llamado TheWeek.com, el sitio publica comentarios originales de escritores como David Frum, Robert Shrum, Will Wilkinson y Brad DeLong .

## Otras lecturas
- Jeremy W. Peters, "The News, in Bright Bits", The New York Times, 13 de marzo de 2011